# Mantella laevigata
A Mantella laevigata   a kétéltűek (Amphibia) osztályába és  a békák (Anura) rendjébe aranybékafélék (Mantellidae) családjába tartozó faj. Frank Glaw szerint ez a taxon a Mantella baroni színváltozata.

## Előfordulása
Madagaszkár endemikus faja. A sziget északkeleti részén, a Marojejy-hegytől Folohyig, a tengerszinttől 600 m-es tengerszint feletti magasságig honos.

## Megjelenése

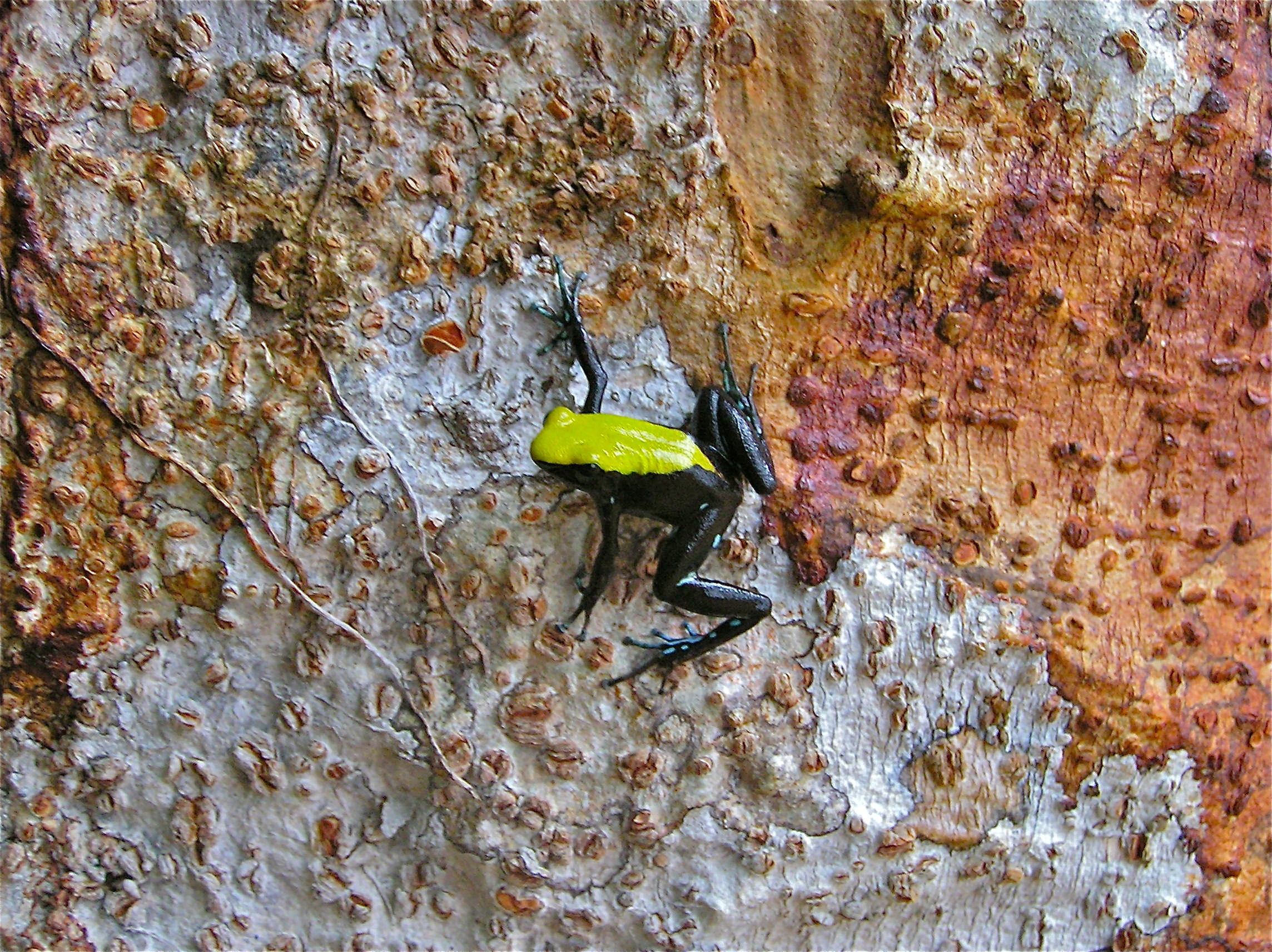

Kis méretű, karcsú megjelenésű békafaj. Testhossza 22–29 mm. Feje és hátának elülső része éles határvonallal elválasztott sárga mintázatú, ami tovább terjed hátának hátsó felére, ahol félkörívben vagy elnyújtott háromszög alakban végződik. Oldala és hátának hátsó része fekete. Végtagjai általában feketék, ritkán rézszinűek. Tenyere és ujjai hegyén gyakran kék folt figyelhető meg. Írisze fekete. Hasi oldalán apró, kék vagy szürkés pettyek találhatók; torka általában fekete.
Hasonló fajok: a Mantella betsileo, a Mantella viridis és a Mantella expectata csak annyiban különbözik, hogy torkukon kék pettyezés látható, ujjkorongjaik kevésbé nyújtottak, és felső ajkukon világos csík található.

## Természetvédelmi helyzete
A vörös lista a nem veszélyeztetett fajok között tartja nyilván. Elterjedési területe kisebb mint 20 000 km². Élőhelyének kiterjedése csökken, minősége folyamatosan romlik. Több védett területen megtalálható, Madagaszkáron kívül is tenyésztik fogságban.